# Thisコミュニケーション
『Thisコミュニケーション』（ディスコミュニケーション）は、六内円栄による日本の漫画。『ジャンプスクエア』（集英社）にて2020年5月号より2024年4月号まで連載された。怪物によって人類が滅亡の瀬戸際にある21世紀において、徹底した合理主義者で、殺人も厭わない非倫理的な元軍人が肉体改造された少女たちを率いて、最後の砦である日本の研究所を怪物から防衛しようとするサバイバルサスペンス作品である。

## あらすじ
20世紀後半に謎の生命体「イペリット」が出現し、人類を駆逐し始めた。彼らが地上に大量の毒ガスを放ったことで人類のほとんどは死滅し、残った人類は、まだガスが届かない山岳などの高地にわずかに生き残っているのみである。この危機に世界の各国政府は、それぞれの優秀な軍人を集めたUNA（世界連合軍）を組織したが間に合わず、壊滅した。
21世紀、日本・長野県松本市槍ヶ岳の雪山。UNAに所属していた卓越した軍人で、徹底的な合理主義者である青年デルウハは、ここに人類の拠点があると聞いて戦場を離脱し、やってきた。しかし、見つからず、絶望して自殺を図ったところを少女に助けられる。デルウハが探していた施設は、実は地下に隠されており、かつての大戦の折に日本が作った研究所であった。デルウハを助けた少女も、研究所が対イペリット用に薬物で肉体改造して作り出した「ハントレス（女狩人）」と呼ばれる存在であった。6体いるハントレスはイペリットに単身で近接戦闘ができるほどの身体能力を持ち、殺されても肉体が再生して復活する不死性まであったが、互いに協調性がなく、複数のイペリットに襲撃されれば完全敗北する危険があった。
研究所の所長は軍人としての腕を見込んで、デルウハに毎日3食の食事と引き換えにハントレスの指揮を依頼する。実は自分の利益のためなら仲間を殺すことも厭わない非倫理的なデルウハは、復活しても死亡時点から直前1時間の記憶は失うというハントレスの特性を利用して、時に意図的に彼女たちを殺しながら自分に都合のいいようにコミュニケーションを図り、イペリットの襲撃に立ち向かう。

## 登場人物

### 主要人物
デルウハ
主人公。本名はアンドレア・デ＝ルーハ。スイス人。元スイス国軍及びUNAの軍人。
筋肉質な大柄な体格の青年。軍人として卓越した戦闘能力と指揮能力を持ち、さらに状況分析や人心掌握に長けるなど頭の回転も早い。徹底的な合理主義者かつ非倫理的な人物であり、自身の利益のためには味方殺しも厭わず、それを隠蔽して周りには良い人と思わせ続けるなど狡猾。しばしば「悪魔」に擬えられる。唯一の楽しみは食事で、それ自体が生きる目的になっている。
天才的な砲術の腕を持ち、気象条件など様々な情報を基に瞬時に脳内でほぼ正確な弾道計算が行える。時にハントレスたちの歓心を買うために大砲で曲芸撃ちをすることもある。また、近接武器として柄の長い斧を愛用する。
いちこ
1番目のハントレス。
ネコ耳のような突起がある髪型が特徴の真面目な少女。数カ月差だが自身を長女として妹たちを守るという責任感が強い。しかし、他のハントレスたちからはリーダー面をしていると見なされて言う事を聞いてもらえないことに不満がある。6人の中では最初にデルウハを自然に「隊長」と呼び慕うようになる。戦闘では、デルウハによって砲術を教えられ、むつと共に後方支援を担うことが基本となる。
にこ
2番目のハントレス。
デコ出しヘアのお調子者で明るい少女。他者を挑発するような言動が目立ち、特によみに絡んでチームの和を乱すが、実は精神が弱いことの裏返しで依存先を探している。最初期にはデルウハに依存して恋心を抱くも、それを危惧した彼によって即座に射殺されリセットされる。戦闘のセンスはよみには及ばないが土壇場で能力を開花させて他と同程度に戦えるだけの素質はある。
みち
3番目のハントレス。
ポニーテールに帽子が特徴の寡黙な少女。普段の佇まいは凛としているが可愛いものに目がない。「可愛い」という基準以外では基本的に他者に興味がないという点で協調性がない。6人の中で唯一家族（両親、祖父母）が名乗りを挙げ良好な関係を築いている。ただ本人は敵を倒した時に祖母に可愛い物を作ってもらえるからとして、（本心はわからないが）本当は家族にも興味がないと言う。作中初期に、にこのことを可愛いと感じ、以降は彼女には興味を持つようになる。
よみ
4番目のハントレス。
常にイヤフォンを装着した勝ち気な少女。ハントレスたちの中で最も戦闘能力が高く、1人で1体のイペリットを倒すことができる。自分が最も戦闘で活躍しているという点でプライドが高く、仲間を軽んじ、大人には反抗的だが、その本心は自分を認めて欲しいという心の弱さにある。デルウハと戦う時も純粋な戦闘能力で追い詰めるものの、最後はその心の弱さを攻撃され、仲間を殺してデルウハを手伝うこともある。
いつか
5番目のハントレス。
眼鏡とそばかすが特徴のムードメーカ的な少女。一人称は「僕」でやや男性的な言葉遣いをする。仲間を気にかけ、自己犠牲精神もあるが、視野が狭く、物事を自分に都合のいいように捉える癖で、かえって相手の反発を招いてしまう。再生能力の応用で血を変幻自在に操って武器や欠損部の代替にする能力を最初に身につける。
むつ
6番目のハントレス。
泣きぼくろが特徴の内気な少女。常に声が小さくおどおどとしており、特に活発な性格のよみから毛嫌いされる。論理思考に優れ、見た目に反して倫理観は低く、デルウハからは自分に近いと評される。仲間たちと仲良くなり、自分の言うことを聞いてもらいたいという意思が強く、そのためにデルウハに仲間が殺されること自体も気にしていない。実は脳を破壊されない限り死に際の記憶を保持しており、デルウハの凶行も記憶している。同時に、そのために死の恐怖が強く、戦闘時の怯えた状態にも繋がっている。
所長
研究所の所長。本名は所（ところ）。
組織の長としては冴えない雰囲気の中年男性。人体実験など、非人道的な研究を行いながらも、まともな倫理観を持ち、ハントレスたちを戦いに出す現状に心を痛めている。物語冒頭においてデルウハを一流の軍人と見込んで1日3食の契約でハントレスの指揮官に雇う。直後に彼の本性を知るも、研究所を守るという目的のため、やむを得ず「共犯者」として彼への協力を継続する。

### 上高地後の登場人物
第33話（9巻）からのエピソードの主要人物。「なな」と「はち」など以前からわずかに登場している者もいる。
なな
7番目のハントレス（旧型）。
ウサギの耳を思わせるような長い頭のリボンが特徴の少女。初登場時は「羽付き」の時で、後述の経緯からこの頃の見た目は幼女であり、思考も幼い。以降、物語の進展に伴って急速に成長し、最終的に老人となる。また、肉体年齢の成長に伴い精神性や戦闘能力も大きく代わっていく。
元は失敗作とみなされていた旧型ハントレスで、胚のような状態で標本として保管されていた。作中に登場する少し前に標本が破損されたことで、再生に伴う急速成長で幼女ほどになり、7番目のハントレスと認識される。肉体年齢が幼い頃ははちと共に漫才とゲームが好きで、母親代わりの木手井を「おかん」と呼び慕う。
はち
8番目のハントレス（旧型）。
ななと双子のように容姿が似た少年。同じくウサギの耳を思わせるようなリボンをしている。性別は男だが他と同じく「ハントレス」と呼ばれる。外見はななとほぼ同じで、髪がショートになっている。また、青年まで成長したところで男性の身体つきとなり、外見で見分けがつくようになる。
竜野
研究所の新所長。イペリット利用派のリーダー。
自信家である青年研究者。対イペリットのために、イペリットを利用する（人工イペリット）という考えを持つ。このため、ハントレス利用を中心とする執行部と対立していた。上高地の出来事でハントレスがデルウハに反旗を翻した一件を理由に、イペリット利用派で研究所を乗っ取る。
替館
イペリット利用派の研究者。
竜野を信奉するマッシュルームヘアの中年男性。自身や師匠の餅屋もイペリット利用派であるがゆえに所内の非主流派であったところ、まだ若く自信に溢れる竜野と出会い、彼に希望を見出す。
筆ヶ谷
イペリット利用派の研究者。竜野の婚約者。
竜野に惚れ込んでいる女性研究者。
餅屋
イペリット利用派の研究者。替館の師。
禿頭の大柄の老研究者。替館や長髪の研究者からは師匠（せんせい）と呼ばれる。
長髪の研究員
イペリット利用派の研究者。
長髪が特徴の若い男性研究者。以前より作中に登場はしており、デルウハとは面識がある。
木手井 / おかん
ななとはちの母親代わりの研究者。
乱雑な髪に眼鏡の女性。肉体年齢が児童並のなな・はちの母親代わりとして彼らに接する。漫才が好きな2人より、関西弁での「おかん」で呼ばれる。竜野ら新所長派で指導部が一新されてから間もなくして行方不明となる。

### その他
吉永（よしなが）
研究所にある教会に務める神父。後に人付きイペリット。
神父らしい善性の青年。自分は人の心を読むことができる（テレパシー能力がある）と主張しているが所内で信じている者はおらず、避けられている。むつと接点を持つが、彼女にも手品を使って自分は人の心が読めると言い続けている。善人だが、独善的かつ後述の過去から周りを見返したいという私欲もあるために相手を理解する意思に欠け、本質的なコミュニケーションスキルが低い。
少年時代に2度テレパシー能力が発現し、元はそのツテで研究所にやってきた過去を持つ。しかし、再発はせず、研究も打ち切られてしまい、そのまま老齢で後任を探していた所内の先代神父に拾われ、現職となる。
ハントレス達を皆殺しにした直後のデルウハと遭遇した際に、偶然能力が発現し、その本性を知る。以降、悪魔から少女たちを守る使命に燃え、行動を始める。計画や行動原理は早々にデルウハに見破られるも、その善性ゆえに非合理的な想定外の行動をとって彼を苦しめる。最期はデルウハに殺されるが、偶然研究所を襲撃にやってきたオスカーに取り込まれ、人付きイペリットとして復活を果たす。テレパシー能力がほぼ常時使えるようなったほか、人への殺意を抑えられるほど自我が強く、今度こそデルウハを殺害してハントレス達を救おうと画策する。
オスカー
デルウハのスイス国軍及びUNA時代の同僚である女軍人。人付きイペリット。
人々を守るという使命感から男性の振りをして軍人となった女性。その能力は非情なデルウハをして殺すメリットがデメリットを上回らないと評されるほど高い。彼女もまたデルウハを高く評価し、特別な感情を抱く。
本編開始の直前、デルウハと共に軽飛行機で長野にやってきた人物。機体トラブルで山中に不時着したところ、食料を確保したいデルウハに躊躇なく射殺される。その後、遺体をイペリットに食われたことで人付きとなり、想い人に裏切られた怨念から、デルウハの命を狙う。
美坊子（びぼし）
上高地にあった隠れ里「犀の村」の僧侶。人付きイペリット。
見目麗しい壮年の男性僧侶であり、村の指導者。他の村人たちと同様に、悪人を人柱にすれば災害が収まるという村の風習を信じており、イペリットの侵攻に対して柿を盗んだ実妹・葉（よう）を人柱にする。それでも収まらなかったために悪が足りないという発想に至り、村人全員で悪事を成して極悪人として人柱になろうと、事実上の集団自殺をしたという過去を持つ。
人付きイペリットとなって上高地にやってきた吉永に遺体を発見され、他の村人たちと共に自我を伴って蘇る。未だ災害が収まらないのは人柱の悪が足りなかったという考えを持ち、最終的には極悪人であるデルウハを人柱にすればイペリットは収まるという発想で命を狙い始める。
偽デルウハ
デルウハのスペアの脳を取り込んだ人付きイペリット。
吉永が研究所より盗み出したデルウハのスペアの脳を取り込み、デルウハの思考力や精神性を宿したイペリット。外見はデルウハを真似ているためそっくりだが、元の素材は脳だけのため、声は異なる。二本足イペリットとしての多大な戦闘力を持ち、元々デルウハが想定していた対ハントレス用の戦法も熟知しているため、デルウハからも想定上の最悪の敵とみなされる。
弁士
本名不明。上高地近くの地下道で暮らすコミュニティのリーダー。
刀を得物とする青年。イペリットが嫌うガスを発する体液（同時に環境を汚染する）を持つ、謎の大人しいイペリットを傷つけてそれを採取する権限及び、そのガスを流す経路を決定する権限を持つ（この役目を指して「弁士」と呼ばれ、親から引き継いだとする）。普段の態度は冷静で礼儀正しいが、「弁士」という役目をわずかでも否定されると他の仲間と同様にキレて、相手を殺そうとする。
デルウハは、謎のイペリットは、イペリットたちが地下道のようなところに逃げ込んだ人間を完全に殲滅するために用意した罠と推測し、弁士たちをそれにまんまとハマって環境汚染で人類の生息可能範囲を狭めている存在と判断している。
自我を持ったイペリット
尻尾付き編の最終的な敵。
大量の尻尾付きの脳部分が人付きによってまとめられたことで偶発的に自我を芽生えさせたイペリット。人付きの効果で巨大だが、本体は直立した人間大の大きさで人語を解する。血塗れも含んでいるため、ウォーターカッターなどの技も使える。
尻尾付き編の最終盤に登場し、デルウハと相対する。自我を持ったがゆえに心理操作に長けるデルウハに巧みに操作されて、彼に隙を与える形となり、意識外の砲撃によってあっさりと退治される。
デルウハとの会話でイペリットの正体が異次元世界からの侵略者であることなどを明かしており、最終的にハントレス達が異次元世界に乗り込むきっかけとなる。

## 用語
ハントレス（女狩人）
研究所によって薬物による肉体改造を受けた少女の戦士。人類が戦車や地雷でかろうじて戦えていたイペリット相手に、折り畳み剣による近接戦で渡り合えるほどの戦闘力を持つ（基本はハントレス2人で、イペリット1体）。肉体の耐久力は一般人並みだが、一定の損傷を受けると仮死状態になり、死ぬ約1時間前の肉体と記憶の状態で再生する。また再生には8時間かかる。
もとは供出された子供であり、精神や思考は年相応の少女。物語開始時点で6人おり、それぞれ異なった個性を持つ。後に旧型として男性のハントレス（はち）も登場する。
旧型ハントレス
現所長が着任する前に研究されていたタイプ。研究は失敗し、現在は胚のような標本のみ残っている状態であったが、実は成功体がおり、本編途中より、標本の損傷から急速成長した形で2体登場（なな・はち）する。
基本的な肉体能力は通常のハントレスと同じだが再生の方法が異なり、肉体を成長させることで損傷を直す。このため、損傷の度合いに応じて肉体年齢を経る特徴がある。また、成長するという点で死ぬ直前の記憶も曖昧になり、脳の損傷でより確実に死んだ時の記憶がなくなる。
イペリット
20世紀後半に突如地球上に出現した謎の生命体。地球で繁栄しようとし、そのために邪魔な人類を滅亡させようとしているとされる。21世紀までには有毒ガスを地表に充満させてほぼ人類を滅亡に追い込み、まだガスが届かない高地でかろうじて存続している人類を見つけ出しては襲撃している。
基本は人一人丸呑みできるほど巨大なナマコ状の生物で、口部分からは長い舌が出ているのが特徴。知能はそれほど高くないが、人間の臭いを感じて積極的に攻撃し、生身の人間では近接で勝つことはまず不可能で、体積の半分程度まで削らないと死なない耐久性を持つ。通気ダクトを通れるほど小型の拗体ほか、作中には様々な変異種も登場する。
最終エピソードで異次元世界からの侵略者であることが判明する。
トゲ付き
体表にまばらに毛のようなトゲがついたもの。トゲ部分を自在に動かして標的を攻撃する。
人付き
人や同胞の死体を取り込み、それを操ることができるもの。取り込んだ死体の容積に応じて巨大化もできるが、致死量はあくまで本体の容量に限定される。人の死体を取り込んだ際に、その脳みそを活かして狡猾に行動するため「人付き」と呼ばれる。取り込まれた人間は生前の自我を持つが、生きた人を前にするとイペリットの本能による強い殺意に見舞われる。
ハネ付き
見た目は螺旋状の溝がついたような形で飛行能力を持つもの。夜間には光の雨を降らして索敵を行う能力を持つ。
二本足
ビルほどの大きさのある巨体で、異名通り二本足で歩行して動くもの。たった3体で大陸を滅ぼしたとされ、デルウハから特に危険視される。
弁士のイペリット
高地以外の地下に生息しているという大人しいもの。人がいても襲おうとせず、傷つけられても抵抗しない。その体液はイペリットが嫌う臭いを発生させるが、同時に触れたものを汚染する特性がある。
デルウハは地下道などに隠れた人類を完全に殲滅するために用意された罠と推測している（詳細は弁士の項も参照）。
殻付き
無数の穴が空いたような体表で角ばった円柱状の身体のもの。体表が金属のように固く、それまで有効な攻撃であった大砲が利かない。
尻尾付き
外見は通常のものと同じだが比較的小さく、後部に尻尾のような突起があるもの。戦闘力は小さい分低いが、容積の半分以上のダメージを受けてもそこからプラナリアのように切り離された部位ごとに再生し、翌日には再び活動する。三分割しても翌日には元の大きさで3体となり復活する。
実は竜野らイペリット利用派によって生み出された人工イペリット。
血塗れ
尻尾付きから突然変異で生まれ、外見は黒く直立したような体勢のもの。体表から血を吹き出す噴射口を持ち、ウォーターカッターのようにして標的を遠距離から切断できる。さらにダメージを受けた場合は血管や脳以外を溶解させる体液（血液）が漏れる。これを浴びたハントレスは生きた状態のまま保持されるため、再生が行われず、無力化されてしまう。また、容積以上の薄い血液（水）を噴出してあったり一帯を池状にすることもできる。
共食い
イペリットを餌とする特殊な変異種。通常のイペリットを丸呑みにできるほど巨大かつ半透明。人には興味を示さない。尻尾付きでも食べられると再生できない。
毒ガスのイペリット
存在が推定されている地上に充満する毒ガスを発生させている固体。どこにいるかや数も不明。
研究所
正式名称は不明。80年前の大戦時に当時の日本軍が槍ヶ岳山麓地下に極秘に作った研究所。敗戦と同時に軍が去った後も、多数の研究員たちが活動を続けていた。人体実験など非倫理的な研究を行いつつも、ハントレスのほか、肉体の部分的な培養や再生など、高度な技術を持つに至る。研究者を中心に200人ほどが生活しており、肉や野菜といった食事も施設で培養され、作中に唯一登場する人間がまともな生活を送れる場所となっている。

## 書誌情報
- 六内円栄 『Thisコミュニケーション』 集英社〈ジャンプ・コミックス〉、全12巻
  1. 2020年8月9日発行（8月4日発売[3][4]）、ISBN 978-4-08-882393-5
  2. 2020年12月9日発行（12月4日発売[5]）、ISBN 978-4-08-882498-7
  3. 2021年4月7日発行（4月2日発売[6]）、ISBN 978-4-08-882603-5
  4. 2021年8月9日発行（8月4日発売[7]）、ISBN 978-4-08-882742-1
  5. 2021年12月8日発行（12月3日発売[8]）、ISBN 978-4-08-882856-5
  6. 2022年4月9日発行（4月4日発売[9]）、ISBN 978-4-08-883083-4
  7. 2022年8月9日発行（8月4日発売[10]）、ISBN 978-4-08-883204-3
  8. 2022年12月7日発行（12月2日発売[11]）、ISBN 978-4-08-883321-7
  9. 2023年4月9日発行（4月4日発売[12]）、ISBN 978-4-08-883458-0
  10. 2023年8月9日発行（8月4日発売[13]）、ISBN 978-4-08-883595-2
  11. 2023年12月9日発行（12月4日発売[14]）、ISBN 978-4-08-883719-2
  12. 2024年5月7日発行（5月2日発売[15]）、ISBN 978-4-08-884029-1